# Campamento de Balata
El campamento de Balata  (en árabe: مخيم بلاطة‎, romanizado: mukhayam balata) es un campamento de refugiados palestino establecido en Cisjordania en 1950 en el término municipal de la ciudad de Nablus. Es el mayor campamento de refugiados de Cisjordania, con una población de unos 23.600 habitantes a fecha de enero de 2014, encontrándose por ello muy densamente poblado (118.000 habitantes por kilómetro cuadrado), ya que solo cuenta con una área de 0,252 kilómetros cuadrados. Los refugiados del campamento son originarios de las ciudades de Jaffa, Lod y Ramla, así como de unos 60 pueblos y aldeas más, y muchos de ellos son de origen beduino. Está considerado uno de los bastiones de la resistencia palestina contra la ocupación israelí, cuyas fuerzas han matado a más de 200 refugiados del campamento en los últimos años.

## Historia

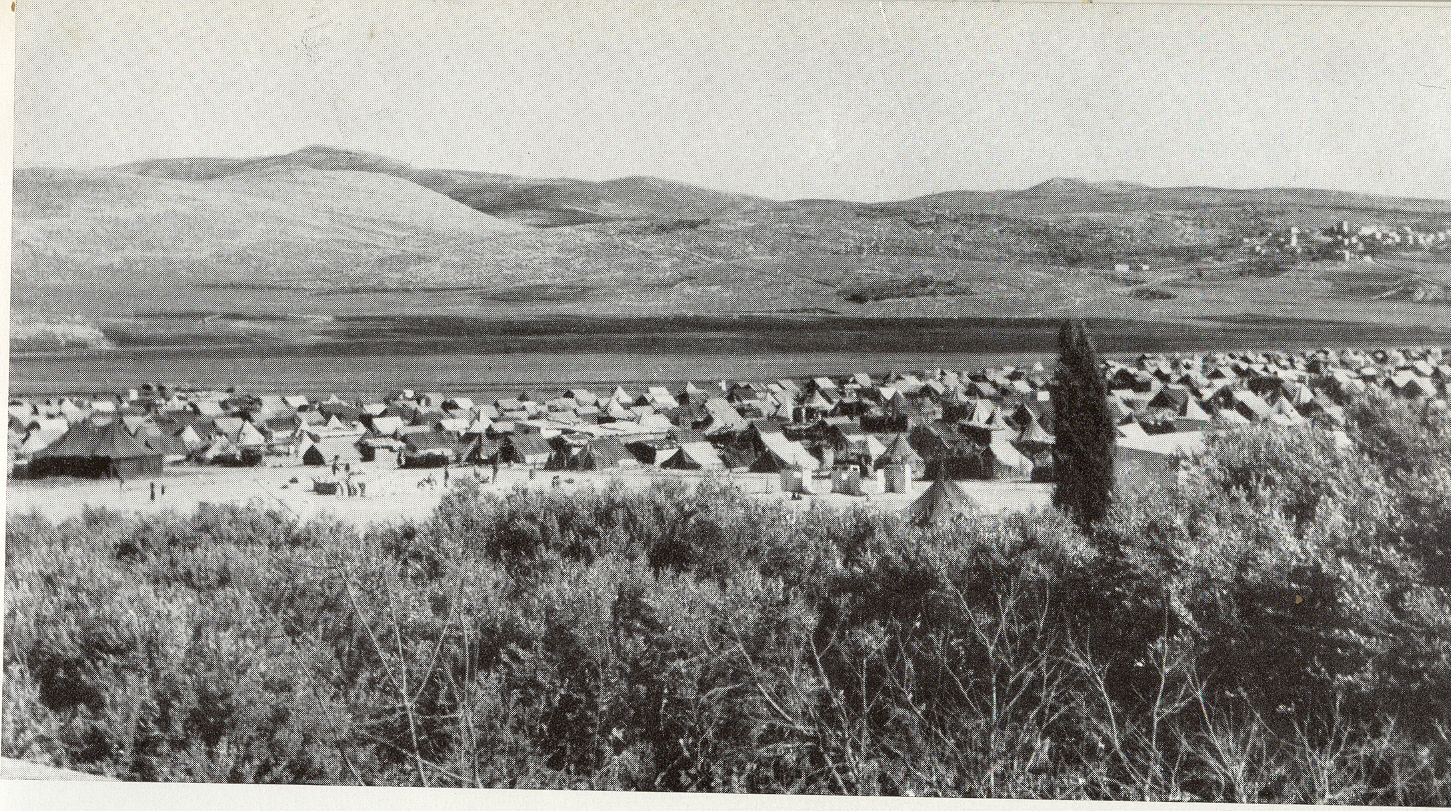
Campamento de Balata a comienzos de los años 50

El 29 de noviembre de 1947, la Asamblea General de las Naciones Unidas aprobó la resolución 181, más conocida como el Plan de Partición de Palestina, que impulsaba la creación de un estado judío y uno árabe en el territorio del Mandato Británico de Palestina. Como consecuencia del avance de las tropas judías antes y durante la guerra árabe-israelí de 1948, unos 700.000 palestinos fueron expulsados o huyeron de sus hogares. A la conclusión de la guerra, Israel les negó el derecho de retorno, por lo que Naciones Unidas decidió crear la Agencia de Naciones Unidas para los Refugiados de Palestina en Oriente Próximo (UNRWA) y una serie de campamentos de refugiados en la Franja de Gaza, Cisjordania, Líbano, Siria y Jordania. 
Como consecuencia de la guerra de 1948, toda Cisjordania quedó bajo ocupación jordana, situación que solo fue reconocida por Reino Unido, Pakistán e Irak. En 1950, la ONU dio a muchos refugiados de la zona de Jaffa un alojamiento provisional que estos rechazaron inicialmente, expresando su deseo de regresar a sus casas lo antes posible. No tenían ningún deseo de permanecer. Después de dos años desplazados, aceptaron la oferta de la ONU y se asentaron en Balata. En 1956, los refugiados del campamento de Balata solicitaron un alojamiento más permanente, lo que, unido al cierre completo de la frontera israelí, hizo que se trasladaran a casas de cemento que sustituyeron las tiendas de campaña originales. Tras la guerra de los Seis Días de 1967, Israel tomó el control de Cisjordania y la ha mantenido desde entonces en un régimen de ocupación militar. Numerosas resoluciones tanto de la Asamblea General como del Consejo de Seguridad de Naciones Unidas han solicitado la retirada del ejército israelí a las fronteras anteriores a 1967. El campamento ha sido uno de los más activos en la lucha por los derechos del pueblo palestino, siendo el primero en crear un Comité de Defensa de Derechos de los Refugiados en 1994, tres de cuyos miembros lo son también del Comité Legislativo Palestino.

### Violencia política
Durante los años ochenta y noventa, los habitantes del campamento de Balata tuvieron un papel prominente en las revueltas conocidas como la Primera Intifada  y la Segunda Intifada. En noviembre de 2007, unos policías de la Autoridad Nacional Palestina subieron a los tejados del campamento e iniciaron diversos intercambios de disparos con milicianos de las Brigadas de los Mártires de Al-Aqsa, quienes habían convertido el campamento en un bastión militar. Cinco residentes y un policía resultaron heridos en el tiroteo. En noviembre de 2016 se registraron enfrentamientos violentos entre las fuerzas de seguridad palestinas y partidarios de una corriente alternativa en Fatah.

### Ocupación israelí

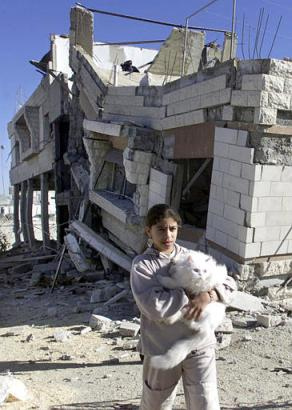
Casa demolida por el ejército israelí en Balata, 2002, Segunda Intifada

El ejército y la policía israelíes conducen operaciones de busca y captura semanales en el campamento, a menudo de noche, que suelen provocar importantes daños en las casas de los refugiados y una sensación de ansiedad y miedo en los niños más pequeños. El lanzamiento de botes de gas lacrimógeno, el asalto de casas privadas y la exposición a la violencia en edades tempranas son algunos de los problemas que se derivan de estas incursiones. Los refugiados del campamento han denunciado continuamente que el ejército israelí lo utiliza como campo de entrenamiento y que suele entrar regularmente para acompañar a los colonos israelíes que desean visitar la Tumba de José, ubicada en las inmediaciones del campamento.
El 6 de junio de 1987, el ejército israelí declaró el campamento de Balata "zona militar cerrada" y detuvo a más de 60 de sus habitantes, 10 de los cuales quedaron en régimen de detención administrativa y uno más, Jihad Musaymi, fue deportado a Jordania. Importantes manifestaciones en protesta por el acoso del ejército israelí tuvieron lugar en el campamento durante los siguientes días, siendo reprimidas con gases lacrimógenos y balas de goma.
Hussam Naim Hasan Bakhit, de 17 años y residente del campamento de Balata, murió el 1 de octubre de 2000 por disparos en la cabeza de un helicóptero israelí mientras presenciaba una manifestación. Al día siguiente moría Wael Tayseer Muhammad Qatawi, de 14 años, por disparos de soldados israelíes en el pecho. El último día del año, el ejército israelí asesinó a Abdul-Rahman Khaled Hammouda Khbeish, un niño de apenas 4 años, de un disparo en la cabeza. El 30 de marzo de 2001, Ahmad Mahmoud abu-Marahil moría durante una manifestación con 16 años de un disparo israelí en el abdomen.
El ejército israelí ocupó el campamento de Balata el 28 de febrero de 2002 en busca de milicianos palestinos, expulsando a miles de refugiados de sus casas y abriendo agujeros en sus paredes para pasar de casa en casa sin exponerse al fuego de los milicianos. En la ocupación, que fue criticada por el líder de la oposición israelí Yossi Sarid recordando la masacre de Sabra y Chatila, murieron al menos cuatro palestinos -entre ellos Kaeb Abú Mustafá, responsable local de las Brigadas de los Mártires de Al-Aqsa, y Abdullah Kamal Hasan al-Helou, un adolescente de 17 años - y un soldado israelí. Una operación militar israelí en el campamento dejó en marzo de ese mismo año 22 palestinos muertos y más de 200 heridos. Poco después, el 31 de mayo, el ejército israelí volvió a adentrarse en el campamento para detener a más de cien refugiados en una campaña catalogada por la prensa como de "detenciones en masa". El 26 de junio de este mismo año, el ejército israelí mató de un disparo en la cabeza a Muhammad Mahmoud abu-Ayesh, de 17 años, y el 5 de agosto moría con 13 años de edad Hamzeh Muhammad Badawi Dweikat, alcanzado por disparos israelíes en el cuello y el pecho cuando permanecía en casa durante un toque de queda.

Grafiti en el campamento de Balata

Un adolescente de 14 años llamado Zaji Hizaji resultó muerto por los disparos de soldados israelíes el 4 de mayo de 2003. Según fuentes palestinas, los soldados dispararon indiscriminadamente contra un grupo de jóvenes que les arrojaban piedras, dejando además un saldo de seis heridos. Según fuentes israelíes, los soldados estaban respondiendo a fuego de milicianos palestinos. Dos semanas después, el 17 de ese mismo mes, otro chico de 16 años, Amjad Suleiman Hassan abu-Salim, moría por fuego israelí durante un ataque al asentamiento israelí de Tikva. El 10 de septiembre de este mismo año, dos palestinos murieron y uno más resultó herido por fuego de tanques israelíes en las inmediaciones del campamento de Balata. Se trató de Mahmud Aissa, de 20 años y alcanzado en el cuello, y Mohammed Assi, alcanzado en la cabeza y el abdomen; el herido, Ibrahim Jawad, de 18 años, quedó en estado grave. No se llegaron a aclarar las circunstancias del incidente. El 29 de octubre moría un niño de 12 años, Baha Jaber Muhammad al-Zubeidi, por disparos israelíes en el costado izquierdo que recibió cuando les arrojaba piedras. También por arrojar piedras, el ejército israelí disparó y mató dos días después a Mahmoud Muhammad Sirhan, de 15 años. El 16 de noviembre, Nuraldeen Ahmad Izzat Amran, de 15 años, se escondió al ver aparecer soldados de una incursión israelí en el campamento. Las heridas causadas por los disparos de estos soldados acabaron con su vida el 21 de diciembre, el mismo día que también murió el niño de 6 años Muhammad Naim Yousef al-Araj, alcanzado por disparos de soldados israelíes en la entrada de su casa. Una nueva incursión en el campamento tuvo lugar el 26 de diciembre de 2003, dejando más de 70 detenidos y cuatro palestinos muertos, entre ellos tres por disparos de soldados israelíes.
El 20 de marzo de 2004, Muhammad Eshtiwy Saleh abu-Muhsin, de 17 años, moría en el campamento de Balata de un disparo en la cabeza durante una incursión del ejército israelí. La semana siguiente, el 27 de marzo, un niño de 6 años llamado Khaled Maher Zaki Walwil asomó la cabeza por su ventana durante una nueva incursión israelí en el campamento y murió por el disparo de un soldado en el cuello. Hamza Ali Asad Hussein al-Borini, de 15 años, moría en una nueva incursión israelí el 24 de mayo tras sufrir varios impactos de bala en la pierna y rodilla derecha. El 19 de julio, el ejército israelí mataba a Usama Samih Daoud abu-Zaytoon, de 17 años, de un disparo en el pecho mientras les arrojaba piedras. Menos de un mes después, el 11 de agosto, Salah Radi Muhammad Hourani moría con la misma edad y en las mismas circunstancias. El 30 de noviembre de 2004, un dirigente de Fatah de 37 años, llamado Naser Badaui y líder de la facción estudiantil del grupo, fue asesinado a tiros en el campamento de Balata por tres encapuchados. Mientras que fuentes de Fatah atribuyeron el asesinato a un comando israelí que operaba en la zona, otras fuentes apuntaban a la lucha interna del partido en la ciudad de Nablus.

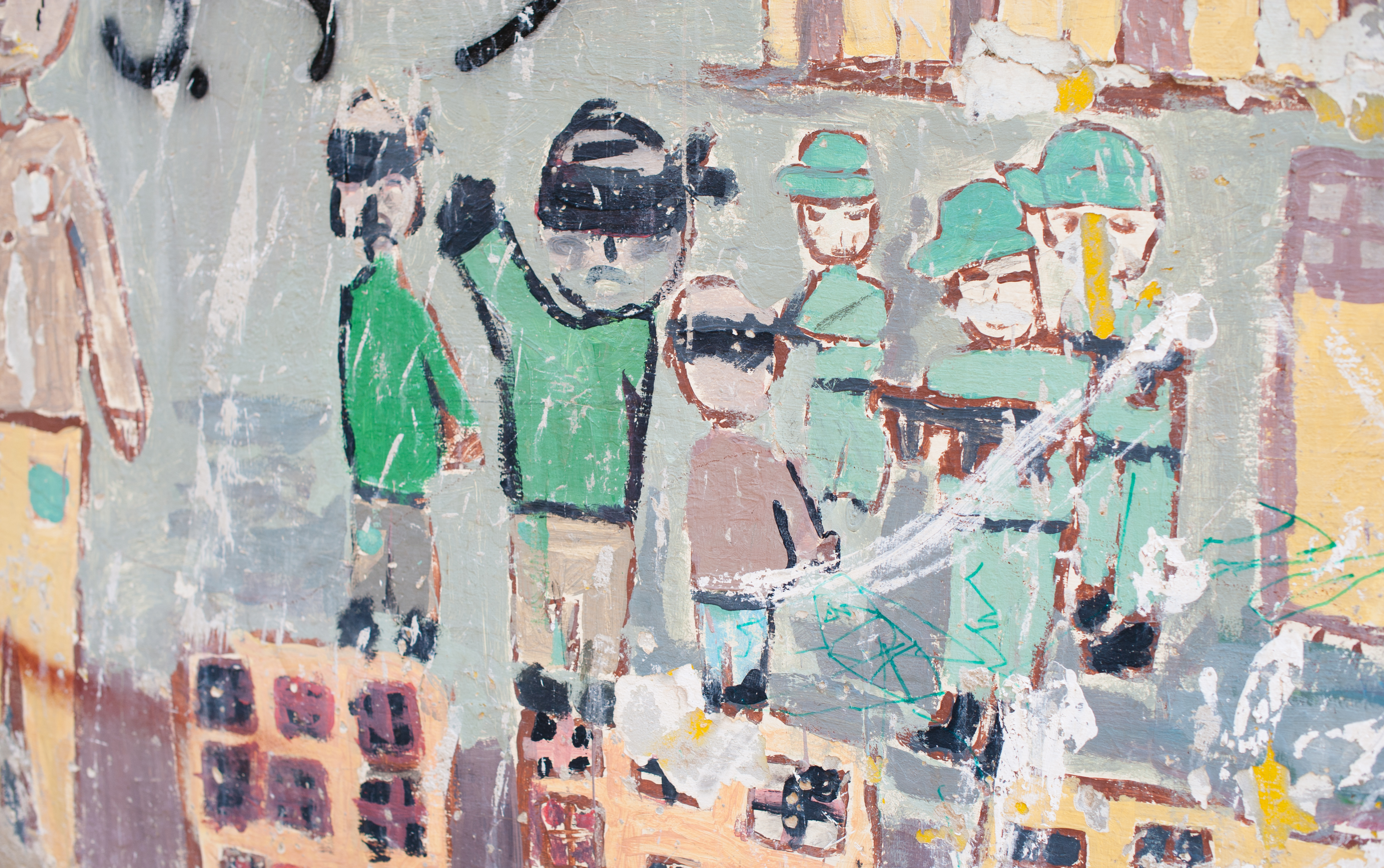
Mural infantil en el campamento de Balata

Nur Faris Njem moría con 16 años el 10 de julio de 2005 a causa de las heridas sufridas tres días antes durante una incursión del ejército y de colonos israelíes. El 20 de febrero de 2006, el ejército israelí asesinó en Balata a Amjad Abu Shayih, un jefe de la Yihad Islámica palestina, e hirió a dos palestinos más. Menos de 24 horas antes habían muerto también en Balata dos adolescentes de 16 años, Ibrahim Muhammad Ahmad al-Shiekh Ali y Muhammad Ahmad Muhammad al-Natour, por disparos de soldados israelíes mientras permanecían en el tejado de la casa de Ibrahim durante una incursión. Ibrahim Muhammad Ibrahim Sanakra, de 15 años de edad, se encontraba el 3 de noviembre de 2006 con su hermano cuando éste fue víctima de un asesinato selectivo israelí. Ibrahim se acercó para intentar ayudarlo y recibió un disparo de un soldado israelí que lo mató.
El diputado palestino Jamal Tirawi, de 41 años de edad, que desempeñaba el cargo de portavoz del partido Fatah en el parlamento palestino, fue detenido por Israel en el campamento de Balata el 29 de mayo de 2007. El joven de 19 años Jamal Muhammad Mraweh Salman murió el 6 de junio de 2016 de las heridas sufridas el 2 del mismo mes por un disparo de escopeta en la cabeza realizado por soldados israelíes que escoltaban a un grupo de creyentes judíos en su camino a la Tumba de José.
El 14 de octubre de 2020, tropas israelíes se adentraron en el campamento durante la noche para realizar un arresto, a pesar de que el campamento se encuentra en el área A de Cisjordania, en la que el control policial y administrativo recae en las autoridades palestinas. Dos soldados israelíes resultaron heridos por un artefacto explosivo arrojado por un desconocido.

## Demografía
La población del campamente antes de la guerra de los Seis Días de 1967 era de 10.776 residentes, Aunque resulta difícil calcular con exactitud la población del campamento de Balata, dado que se encuentra dentro del término municipal de Nablus, la web de UNRWA en español calcula sus habitantes en 23.600 (cifra obtenida a comienzos de 2014), mientras que la versión inglesa de la web habla de 27.000 habitantes y la Oficina Central de Estadísticas de Palestina fija la cifra en 17.700 refugiados. Más del 60% de sus habitantes son menores de 25 años.

## Educación y cultura

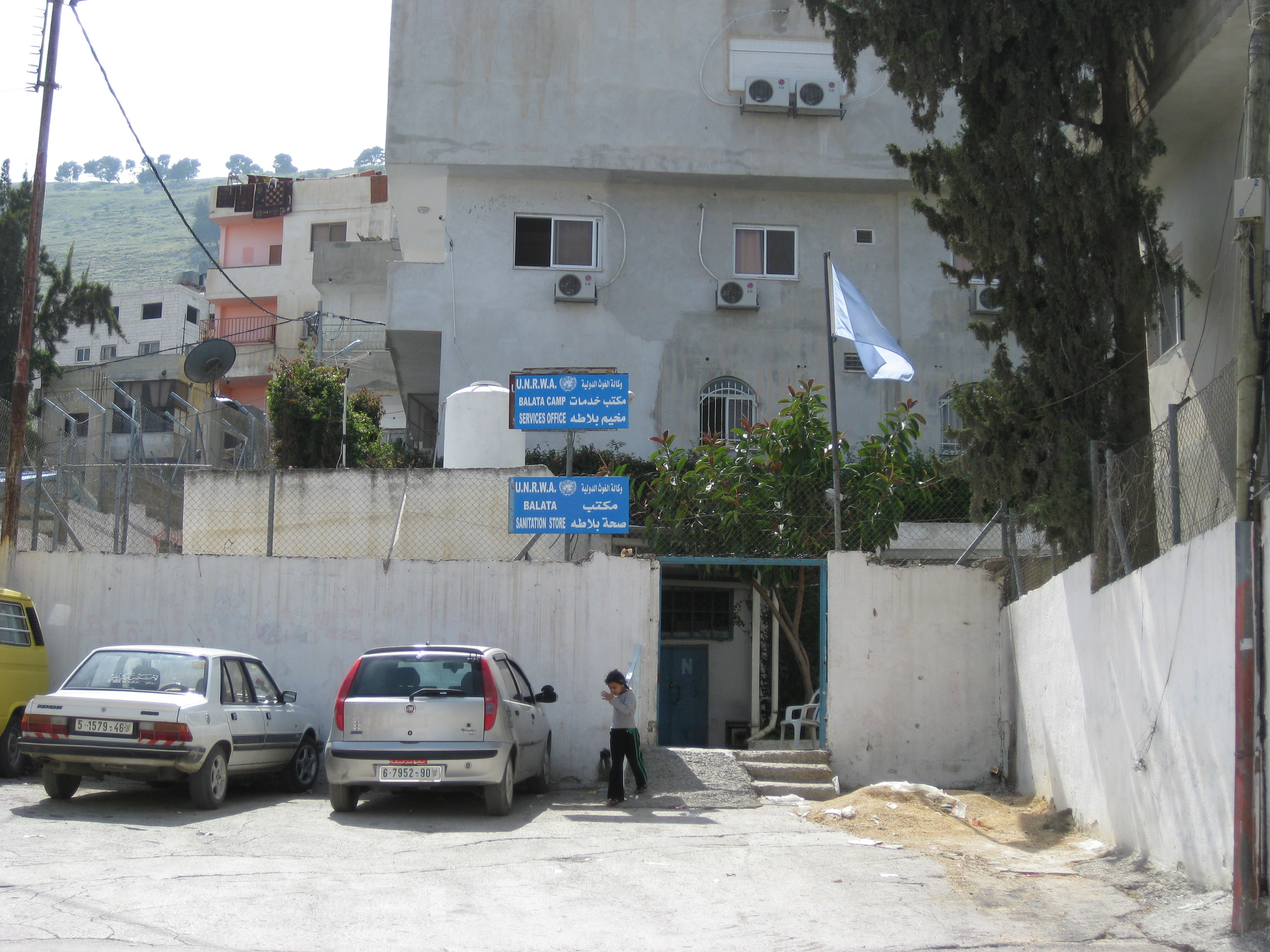
Dependencias de UNRWA en el campamento de Balata

La Agencia de Naciones Unidas para los Refugiados de Palestina en Oriente Próximo (UNRWA) financia y dirige cuatro centros educativos en el campamento de Balata con aproximadamente 2.500 alumnos. En concreto, se trata de dos colegios para niñas y otros dos para niños, todos con biblioteca, sala de ordenadores y laboratorio. Los sábados se imparten en ellas clases de apoyo para las asignaturas de matemáticas y árabe. Los principales problemas de estas escuelas, que emplean a 138 trabajadores de UNRWA, son el fuerte activismo político del campamento, que lleva a frecuentes problemas de comportamiento y peleas, y la pobreza que hace que muchos niños vayan a clase sin haber desayunado y sin dinero para el almuerzo.
El Centro Cultural Yaffa de Balata incluye un motel, un teatro y un cine para niños, una biblioteca infantil y un centro multimedia.  La ONG estadounidense Organización por la Juventud del Mañana también imparte clases a niños de Balata.

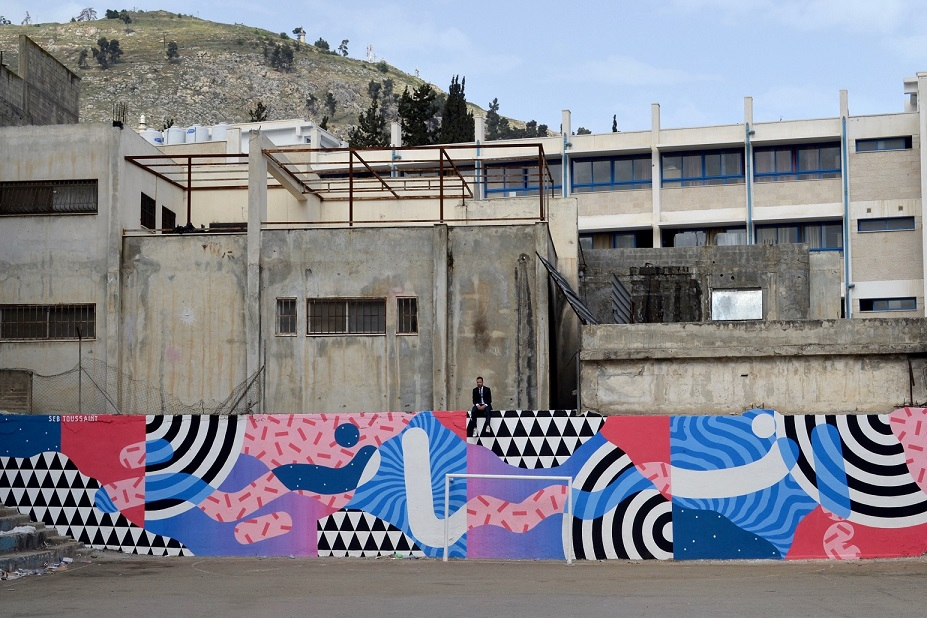
Mural del artista Seb Toussaint en el campo de fútbol de Balata (2018)

## Sanidad
UNRWA gestiona también el Centro de Salud Al-Azem en el campamento, que da cobertura a unos 50.000 pacientes tanto de la propia Balata como de los alrededores. Este centro proporciona servicios de salud reproductiva, pediatría, vacunaciones, chequeos médicos y tratamiento de enfermedades tanto infecciosas como no infecciosas. También ofrecen ayuda psicológica y planificación familiar, así como los servicios de un dentista cinco días a la semana, un equipo de rayos X y una consulta de fisioterapia. Siendo uno de los centros médicos más pequeños de Cisjordania, tiene el mayor número de clientes de dicha región.

## Servicios
Unos 2.500 habitantes del campamento (un 9,3% del total de refugiados registrados) reciben ayuda alimenticia de UNRWA. El Programa Dinero de Emergencia por Trabajo ofrece oportunidades laborales de tres meses en el campamento a las familias más empobrecidas. Se trata de trabajos en beneficio de la comunidad que van desde reparaciones del alcantarillado y de la red de agua hasta pavimentar carreteras o pintar edificios, y que han contrubuido a la construcción de algunos de los centros comunales del campamento, como el Centro Cultural Ajyal, el Centro de Salud Al Azem, el Centro Tecnológico y el Centro para Personas Discapacitadas.
La Unidad de Intervención en Crisis de UNRWA se creó para ayudar a familias cuyas casas sufren desperfectos en las continuas incursiones del ejército israelí, especialmente en la reparación de puertas, ventanas y muebles.

## Infraestructuras

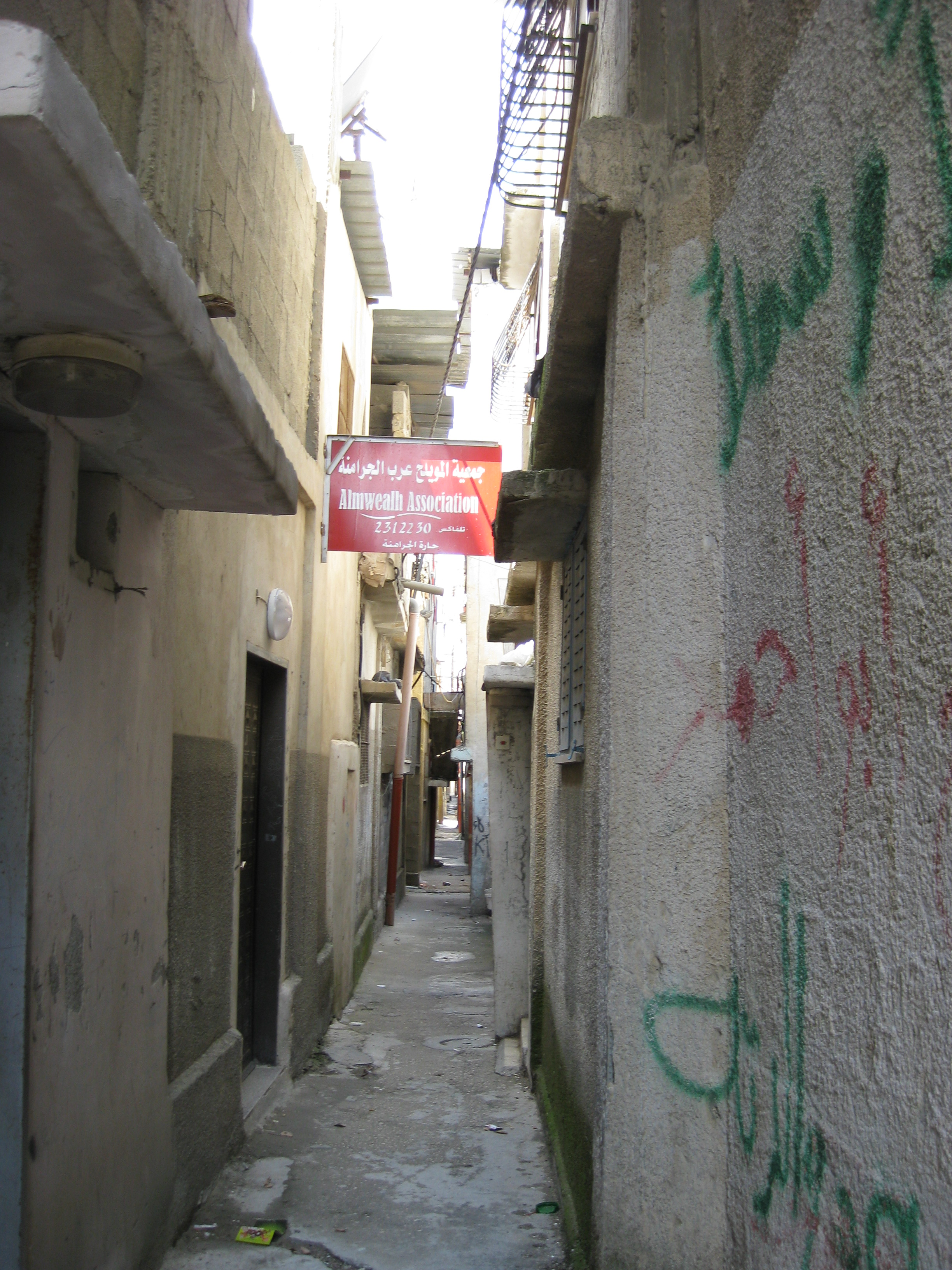
Calle del campamento de Balata

Todos los refugiados del campamento de Balata tienen acceso a las redes públicas de agua y electricidad a través del municipio de Nablus, aunque sufre una grave escasez de agua (que en verano solo funciona cuatro días a la semana) y un deficiente sistema de alcantarillado. La superpoblación del campamento ha resultado una construcción desmedida de viviendas en lugares públicos, lo que provoca que muchas calles se hayan convertido en estrechos callejones por los que apenas se puede transitar.

## Deportes
El equipo de fútbol del campamento, conocido como Markaz Balata, en ocasiones escrito Markz Balata, juega en la Primera División palestina de Cisjordania. En la temporada 2015-2016 quedó en séptima posición en una liga con un total de doce equipos. Juega sus partidos de local en el estadio municipal de Nablus. Un jugador del equipo local, Mahmoud Sarsak, fue detenido cuando viajaba desde su ciudad natal, Rafah, al campamento de Balata para disputar un partido de liga. Las autoridades israelíes le habían permitido inicialmente realizar el viaje, pero luego lo arrestaron y lo mantuvieron en situación de detención administrativa (detenido de manera indefinida sin necesidad de presentar cargos contra él) durante tres años. Finalmente, Mahmoud decidió ponerse en huelga de hambre y, tras más de tres meses sin comer y tras haber perdido más de la mitad de su peso, fue liberado en julio de 2012.

## Personas importantes
- Sakher Habash, uno de los líderes fundadores de Fatah.